# Arctomeles
Arctomeles — вимерлий рід хижих ссавців з підродини борсукових (Melinae). Він жив у пліоцені (≈ 4.2–3.6 мільйонів років тому), а його викопні залишки були знайдені в Канаді, США, Польщі, Україні.